# Liste der Abgeordneten im Nationalparlament Osttimors 2017–2018

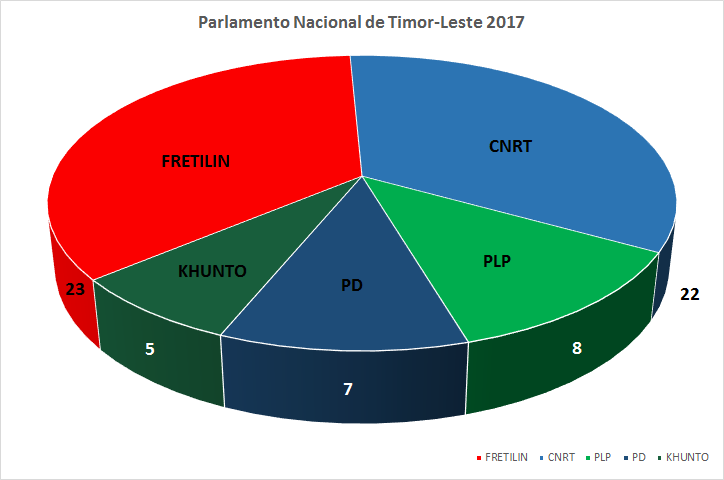
Sitzverteilung im Nationalparlament Osttimors nach der Wahl 2017

Diese Liste führt die Abgeordneten auf, die in den Wahlen am 24. Juli 2017 in das Nationalparlament Osttimors gewählt wurden und während der laufenden Legislaturperiode in das Parlament nachgerückten. Die Reihenfolge in dieser Liste entspricht dem Platz des Abgeordneten auf der Parteiliste. Das Parlament hatte 65 Mitglieder.
Stärkste Kraft war die FRETILIN mit 23 Sitzen, gefolgt vom Congresso Nacional da Reconstrução Timorense (CNRT) mit 22 Sitzen, der Partidu Libertasaun Popular (PLP) mit acht Sitzen der Partido Democrático (PD) mit sieben Sitzen und der KHUNTO mit fünf Sitzen. CNRT, PLP und KHUNTO bildeten seit dem 12. Oktober 2017 die Aliança da Maioria Parlamentar AMP.
Am 26. Januar 2018 beschloss Staatspräsident Guterres die Auflösung des Parlaments.
Alle Mitglieder der Regierung müssen von Gesetz wegen auf ihren Sitz im Parlament zugunsten eines Nachrückers aus der Liste verzichten. Scheidet ein Regierungsmitglied aber aus dem Kabinett wieder aus, kann es in das Parlament zurückkehren und der Nachrücker verliert sein Mandat. Abgeordnete, die vorzeitig aus dem Parlament ausgeschieden sind oder zwar gewählt wurden, ihr Amt aber nicht antraten, werden in der Liste durchgestrichen.

## Frente Revolucionária do Timor-Leste Independente FRETILIN
29,65 % der Stimmen, 23 Abgeordnete.
Zum Parlamentspräsidenten wurde am 5. September 2017 Aniceto Guterres Lopes gewählt. Sekretärin des Präsidiums wurde Angélica da Costa und Lídia Norberta dos Santos Martins eine ihrer Stellvertreterinnen.
Der bisherige Premierminister Rui Maria de Araújo und sein Minister Estanislau da Silva verzichteten am 6. September 2017 auf ihre Abgeordnetensitze. Für sie rückten Noémia Sequeira und Aurélio Freitas Ribeiro nach.
Am 15. September 2017 wurde Marí Alkatiri zum Premierminister, José Agostinho Sequeira Somotxo und Florentina da Conceição Pereira Martins Smith (neben Rui Maria de Araújo und Estanislau da Silva) zu Ministern vereidigt, womit sie ihre Abgeordnetensitze abgeben mussten. Für sie rückten Maria Anabela Sávio, Alexandrino Cardoso da Cruz und Félix da Costa nach. Nurima Ribeiro Alkatiri wurde am 21. September 2017 in die Kommission C gewählt. Sie ersetzte als Nachrückerin Osório Costa, der einige Tage später zum Staatssekretär ernannt wurde.
Fraktionsvorsitzender ist Francisco Miranda Branco.
| - Marí Bin Amude Alkatiri - Francisco Miranda Branco - Josefa Álvares Pereira Soares - Aniceto Longuinhos Guterres Lopes - Joaquim dos Santos - Ilda Maria da Conceição - Rui Maria de Araújo - Estanislau da Silva - Cidália Mesquita Ximenes - David Dias Ximenes - José Agostinho Sequeira Somotxo - Florentina da Conceição Pereira Martins Smith - Antoninho Bianco - Osório Costa - Maria Angélica Rangel da Cruz dos Reis | - António dos Santos 55 - Dário Madeira - Lídia Norberta dos Santos Martins - Gabriela Alves - Silvino Adolfo Morais - Angélica da Costa - Domingos Sávio Cabral Ribeiro - Fausto Freitas da Silva - Noémia Sequeira - Aurélio Freitas Ribeiro - Maria Anabela Sávio - Alexandrino Cardoso da Cruz - Félix da Costa - Nurima Ribeiro Alkatiri |

## Congresso Nacional da Reconstrução Timorense CNRT
29,46 % der Stimmen, 22 Abgeordnete.
Nach dem ersten Sitzungstag am 5. September 2017 mit der Vereidigung der Abgeordneten gaben vier CNRT-Politiker ihren Abgeordnetensitz zugunsten von Nachrückern aus der Parteiliste auf: Xanana Gusmão für Arão Noé da Costa Amaral, Francisco Kalbuadi Lay für Domingos Carvalho de Araújo, Francisco da Costa Guterres für Jacinto Viegas Vicente und Júlio Tomás Pinto für Veneranda Lemos Martins.
Fraktionsvorsitzender ist Arão Noé da Costa Amaral.
| - Xanana Gusmão - Dionísio Babo - Maria Terezinha Viegas - Adérito Hugo da Costa - Francisco Kalbuadi Lay - Virgínia Ana Belo - Jacinto Rigoberto Gomes de Deus - Natalino 55 dos Santos Nascimento - Carmelita Caetano Moniz - Ricardo Baptista - Francisco da Costa Guterres - Brigida Antónia Correia - Vicente da Silva Guterres | - Duarte Nunes - Maria Fernanda Lay - Júlio Tomás Pinto - Eduardo de Deus Barreto - Maria Rosa da Câmara Bi Soi - Patrocínio Fernandes dos Reis - Virgílio Pereira - Albina Marçal Freitas - Leandro Leite Lobato - Arão Noé da Costa Amaral - Domingos Carvalho de Araújo - Jacinto Viegas Vicente - Veneranda Lemos Martins |

## Partidu Libertasaun Popular PLP
10,58 % der Stimmen, 8 Abgeordnete.
Taur Matan Ruak verzichtete gleich zu Beginn der Legislaturperiode auf seinen Abgeordnetensitz. Neue Abgeordnete wurde Signi Chandrawati Verdial
Fraktionsvorsitzender ist Fidelis Leite Magalhães.
- Taur Matan Ruak
- Fidelis Leite Magalhães
- Rosalina Ximenes
- Abrão José Freitas
- Demétrio do Amaral de Carvalho
- Maria Angelina Lopes Sarmento
- Abel Pires da Silva
- Merício Juvinal dos Reis
- Signi Chandrawati Verdial

## Partido Democrático PD
9,79 % der Stimmen, 7 Abgeordnete.
Júlio Sarmento da Costa rückte bereits nach der ersten Sitzung des Parlaments für António da Conceição nach und wurde am 6. September 2017 zum stellvertretenden Parlamentspräsidenten gewählt. Elvina Sousa Carvalho wurde stellvertretende Sekretärin des Parlaments.
Adriano do Nascimento wurde am 15. September 2017 zum Minister vereidigt und gab deswegen seinen Abgeordnetensitz an Flotilda Sequeira Hermenegildo da Costa weiter. Auch António da Conceição und Mariano Sabino Lopes erhielten einen Ministerposten. Nachrücker waren Flotilda Sequeira Hermenegildo da Costa und Alexandre Afonso Nunes. Flotilda Sequeira Hermenegildo da Costa trat aber nicht ihr Amt, weswegen für sie Luis Mendes Ribeiro nachrückte.
Fraktionsvorsitzende ist Maria Teresa da Silva Gusmão.
- Mariano Sabino Lopes
- António da Conceição
- Elvina Sousa Carvalho
- Ernesto Fernandes Dudu
- Adriano do Nascimento
- Maria Teresa da Silva Gusmão
- Manuel Tomas Amaral de Carvalho
- Júlio Sarmento da Costa
- Flotilda Sequeira Hermenegildo da Costa
- Alexandre Afonso Nunes
- Luís Mendes Ribeiro

## Kmanek Haburas Unidade Nasional Timor Oan KHUNTO
6,43 % der Stimmen, 5 Abgeordnete.
António Verdial de Sousa wurde am 6. September 2017 zur stellvertretenden Sekretärin des Parlaments gewählt.
Fraktionsvorsitzender ist Luís Roberto da Silva.
- Armanda Berta dos Santos
- Olinda Guterres
- António Verdial de Sousa
- José Agustinho da Silva
- Luís Roberto da Silva